# Brasil no Conselho de Segurança das Nações Unidas

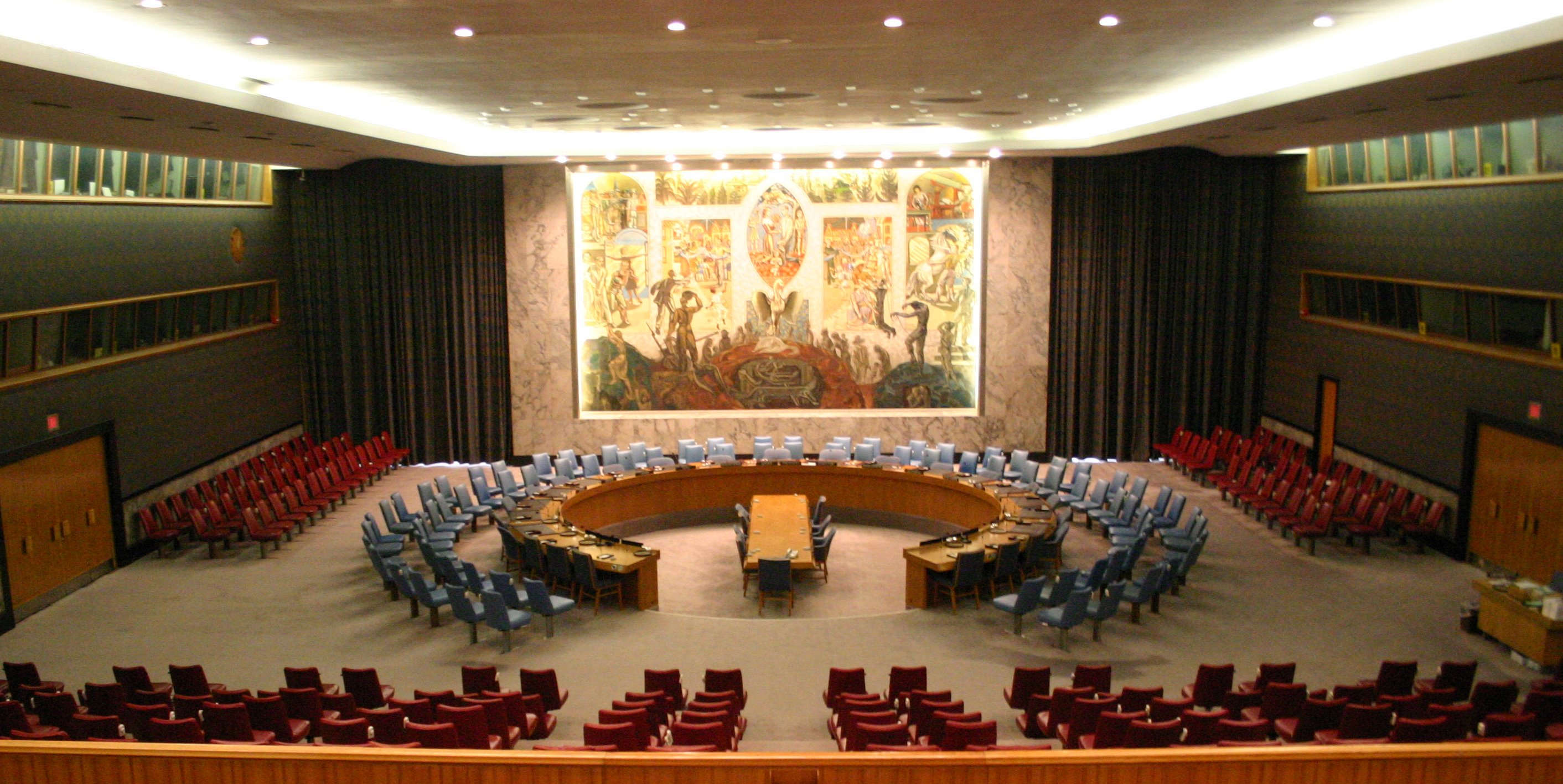
Plenário do Conselho de Segurança das Nações Unidas.

O Brasil tem um histórico significativo de participação no Conselho de Segurança da Organização das Nações Unidas (ONU), tendo cumprido onze mandatos como membro não permanente ao longo dos anos: 1946-47, 1951-52, 1954-55, 1963-64, 1967-68, 1988-89, 1993-94, 1998-99, 2004-05, 2010-11 e 2022-23. Essa participação reflete o engajamento do Brasil em promover a paz e a segurança internacionais, sempre com uma postura independente e construtiva, pautada por princípios como o respeito ao direito internacional e o multilateralismo.

## Princípios fundamentais
O Brasil, em sua atuação no Conselho de Segurança, se destaca por uma diplomacia pautada na persuasão e no respeito às normas internacionais, sempre buscando contribuições construtivas para a formação de consensos entre os membros do Conselho. Em seus mandatos, o país tem defendido consistentemente o multilateralismo, a diplomacia preventiva e a busca por soluções pacíficas para os conflitos, estando atento ao uso excessivo da força e às medidas coercitivas. Esse comportamento é exemplificado pela postura brasileira na Resolução 1973 (2011), que autorizou o uso da força na Líbia. O Brasil se absteve nessa votação, pois acreditava que a autorização para o uso da força era excessiva e não contribuiria para a resolução do conflito, o que acabou sendo confirmado com os desdobramentos da situação.
Em sua atuação, o Brasil privilegia, sempre que possível, a diplomacia preventiva e a promoção de soluções pacíficas. Ao longo dos anos, o país tem defendido a ideia de que as sanções e o uso da força devem ser adotados apenas em último caso, quando todas as alternativas diplomáticas já tiverem sido esgotadas. Essa postura foi especialmente evidente durante o mandato de 2011, quando a diplomacia brasileira foi crucial para a aprovação de uma declaração presidencial sobre a Guerra Síria, que se tornou o único documento adotado pelo Conselho de Segurança sobre o conflito naquele ano.

## Reforma do Conselho de Segurança
Um dos pontos centrais da participação brasileira no Conselho de Segurança tem sido a defesa de uma reforma da estrutura do órgão. O Brasil tem consistentemente argumentado que o Conselho precisa ser mais representativo e eficiente, para que possa refletir de maneira mais justa a realidade geopolítica do século XXI. Para isso, o país defende uma ampliação do número de membros permanentes e não permanentes, o que incluiria uma maior representação de países em desenvolvimento, como o Brasil, da América Latina, da África e da Ásia.
Em 2005, o Brasil apresentou sua candidatura para ocupar um assento permanente no Conselho de Segurança das Nações Unidas, impulsionado pela necessidade de uma reforma que refletisse as mudanças no cenário global. O Brasil, como uma das maiores economias emergentes e líder de importantes blocos regionais, defendeu que o Conselho de Segurança da ONU precisava ser mais representativo, ampliando a sua composição para incluir países de regiões em desenvolvimento, como a América Latina, a Ásia e a África. Esta proposta gerou um debate intenso, com diferentes nações se posicionando de maneiras variadas, influenciadas por suas próprias percepções geopolíticas e interesses nacionais.
O debate sobre a candidatura do Brasil a um assento permanente no Conselho de Segurança da ONU em 2005 foi marcado por uma ampla diversidade de posicionamentos, com o Brasil encontrando apoio significativo de países como Alemanha, Índia, Japão, África do Sul e outros membros do G4, além de potências como França e alguns países latino-americanos. Contudo, potências permanentes como os Estados Unidos, China e Reino Unido demonstraram apoio cauteloso ou até mesmo reservas sobre a ampliação do poder de veto, um fator crucial para a manutenção do equilíbrio no Conselho.
Entre os países da América Latina que se posicionaram abertamente sobre o assento permanente do Brasil no CSNU estão Argentina e México. Enquanto a Argentina adotava uma postura cautelosa, preocupada com a hegemonia regional do Brasil, o México se mostrava mais alinhado ao interesse de uma maior representatividade para a América Latina no sistema multilateral. No entanto, tanto a Argentina quanto o México estavam de acordo quanto à necessidade de uma reforma no Conselho, com uma representação mais ampla e democrática, refletindo as mudanças nas relações internacionais.

## Contribuições em Missões de Paz
O Brasil também se destaca por sua ativa contribuição em missões de paz da ONU, com particular ênfase em sua experiência no Haiti e na consolidação de paz na Guiné-Bissau. Essa atuação reflete a visão do Brasil de que segurança e desenvolvimento estão interligados, e que a paz duradoura só é possível quando ambos os aspectos são abordados de maneira integrada. Em 2011, o Brasil conseguiu que o Conselho de Segurança adotasse uma declaração presidencial sobre a interdependência entre segurança e desenvolvimento, tema que é central para a política externa brasileira. O país acredita que uma abordagem mais ampla e holística é essencial para enfrentar os desafios complexos das operações de paz, especialmente em situações de transição.
Durante o período em que liderou a Missão das Nações Unidas para a estabilização no Haiti (MINUSTAH), o Brasil foi fundamental para a reconstrução do país após o devastador terremoto de 2010. A experiência adquirida pelo Brasil nessas missões foi crucial para a formulação de sua abordagem sobre a interdependência entre segurança e desenvolvimento, e para sua defesa de uma atuação mais ampla do Conselho de Segurança.

## Influência Brasileira no CSNU
O Brasil tem desempenhado um papel importante em várias negociações no Conselho de Segurança, sempre buscando construir consensos e promover soluções pacíficas. Esse tipo de envolvimento demonstra o compromisso do Brasil com a construção de soluções negociadas para as questões de segurança global.
Apesar de sua atuação proativa, o Brasil enfrenta desafios significativos dentro do Conselho de Segurança, especialmente no que diz respeito à resistência de membros permanentes à reforma da estrutura do órgão. A luta pela ampliação da representatividade do Conselho continua sendo uma das principais bandeiras diplomáticas do Brasil.
A experiência do Brasil em missões de paz e sua postura firme em favor de um sistema internacional mais equitativo e transparente são elementos-chave de sua participação no Conselho de Segurança. O país, por meio de sua diplomacia, continua a defender um Conselho mais eficiente e representativo, que possa lidar de maneira adequada com os complexos desafios de segurança do século XXI, com um enfoque em soluções pacíficas e na promoção de uma ordem internacional justa e equilibrada.
Em 2023 o Brasil presidiu pela segunda vez a presidência do CSNU durante seu 11º mandato no Conselho de Segurança (biênio 2022-2023). O Brasil é o país em desenvolvimento que mais vezes serviu como membro não permanente do CSNU.